# Gelliodes bifacialis
Gelliodes bifacialis är en svampdjursart som beskrevs av Topsent 1904. Gelliodes bifacialis ingår i släktet Gelliodes och familjen Niphatidae. Inga underarter finns listade i Catalogue of Life.